# Giải bóng đá vô địch quốc gia Turkmenistan 1997-98
Giải bóng đá vô địch quốc gia Turkmenistan 1997-98 hay Ýokary Liga 1997-98 là mùa giải thứ sáu của giải bóng đá chuyên nghiệp Turkmenistan. Có 8 đội tham gia năm 1997. Köpetdag Aşgabat giành chức vô địch sớm 4 vòng đấu, hơn 16 điểm so với Nisa Aşgabat.

## Kết quả
Ghi chú: Kết quả cuối cùng không có đối với mùa giải này; bảng dưới có thể thiếu dữ liệu.
| Vị thứ | Đội bóng            | St | T  | H | B  | BT-BB | Đ  |
| ------ | ------------------- | -- | -- | - | -- | ----- | -- |
| 1      | Köpetdag Aşgabat    | 19 | 18 | 1 | 0  | 70–7  | 55 |
| 2      | Nisa Aşgabat        | 20 | 13 | 4 | 3  | 51–12 | 43 |
| 3      | Dagdan Aşgabat      | 20 | 13 | 1 | 6  | 44–18 | 40 |
| 4      | Nebitçi Nebit-Dag   | 20 | 9  | 1 | 10 | 29–35 | 28 |
| 5      | Jeykhun Çärjew      | 20 | 7  | 2 | 11 | 21–42 | 23 |
| 6      | Büzmeýin            | 19 | 5  | 4 | 10 | 19–30 | 19 |
| 7      | Merw Mary           | 20 | 5  | 2 | 13 | 23–47 | 17 |
| 8      | Şagadam Krasnovodsk | 20 | 1  | 1 | 18 | 10–76 | 4  |